# Spinner (visserij)

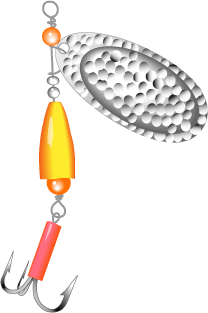
Spinner

Een spinner is een soort kunstaas dat wordt gebruikt in de sportvisserij. Het bestaat uit een metalen staaf met een dreghaak aan het uiteinde bevestigd. Aan deze staaf zit een ovaal metalen plaatje dat rond de staaf kan roteren.
Met spinners (ook wel blinker genoemd) vist men op roofvis door de spinner met een werphengel uit te gooien en vervolgens in te halen. Hierbij draait de metalen plaat in de rondte en krijgt daarmee de aandacht van dichtbij jagende roofvis. De aandacht op de spinner wordt gevestigd door onder andere de trillingen die in het water worden gemaakt, dat een prooivis nabootst, en kunnen worden gedetecteerd door verschillende soorten roofvis met behulp van de zijlijn.
Spinners worden aangepast aan het water en de vis waar op gevist wordt; De metalen plaatjes verschillen veel in grootte en kleur, ook zijn er spinners verkrijgbaar met extra werplood. Daarnaast zijn er creatieve exemplaren waar de dreghaak vervangen is door een softbait of waar een  plug wordt gecombineerd met een spinner.
De spinner is een van de simpelste vormen van kunstaas om mee te vissen, aangezien er alleen maar mee uitgeworpen en ingehaald mee hoeft te worden. Dit betekent overigens niet dat dit minder goed kunstaas is. Er wordt net als met ander kunstaas erg goed vis mee gevangen.